# Kamal Messaoudi
Kamal Messaoudi (arabisch كمال مسعودي, DMG Kamāl Masʿūdiyy; * 30. Januar 1961 in Bouzaria, Algerien; † 10. Dezember 1998 in Algier) war ein algerischer Musiker und Komponist. 

## Leben und Karriere
1983 veröffentlichte er sein erstes Album mit dem Titel الشمعة / aš-Šamʿa / ‚die Kerze‘. 
Im Jahr 1998 starb Messaoudi in Algier im Alter von 37 Jahren.

## Diskografie

### Singles (Auswahl)
- Chemaa
- Yal Aadra Lahouaouia

| Personendaten    | Personendaten                     |
| ---------------- | --------------------------------- |
| NAME             | Messaoudi, Kamal                  |
| KURZBESCHREIBUNG | algerischer Musiker und Komponist |
| GEBURTSDATUM     | 30. Januar 1961                   |
| GEBURTSORT       | Bouzaria, Algerien                |
| STERBEDATUM      | 10. Dezember 1998                 |
| STERBEORT        | Algier                            |